# Cronoscalata Cuglieri-La Madonnina

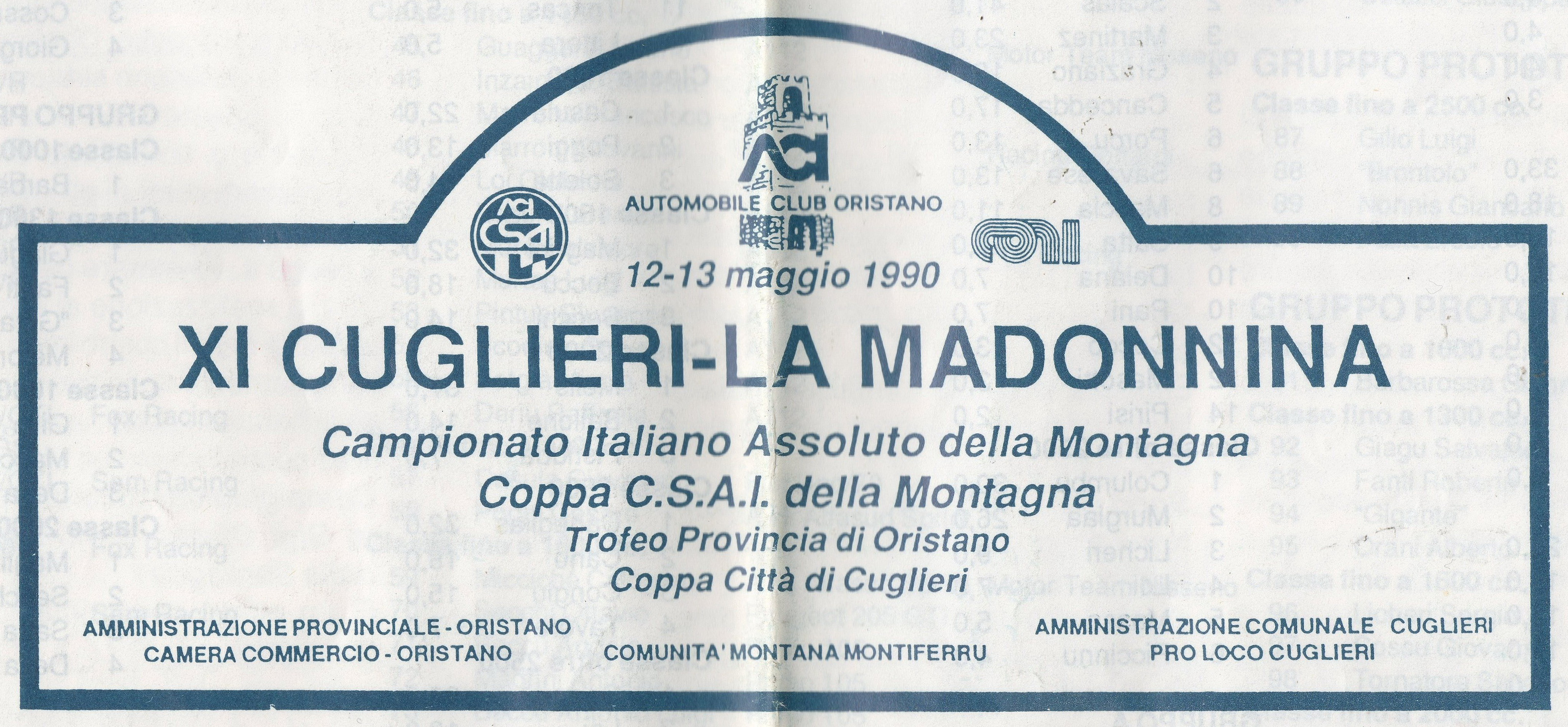
Logo dell'edizione 1990, anno in cui fece parte del Campionato Italiano Velocità Montagna

La Cuglieri-La Madonnina è una cronoscalata automobilistica. Si svolge nel territorio del comune di Cuglieri (OR) lungo i tornanti della SP 19. La partenza è situata alla periferia dell'abitato (a 457 m s.l.m.) e l'arrivo in località "La Madonnina" alla quota di 869 m s.l.m., a circa cento metri dal limite territoriale del comune di Santu Lussurgiu.

## Caratteristiche tecniche del tracciato
- Lunghezza percorso: 8,00 km
- Partenza: Cuglieri
- Quota partenza: 457 m s.l.m.
- Arrivo: località La Madonnina
- Quota arrivo: 869 m s.l.m.
- Dislivello partenza/arrivo: 412 m
- Pendenza media: 5,3 %

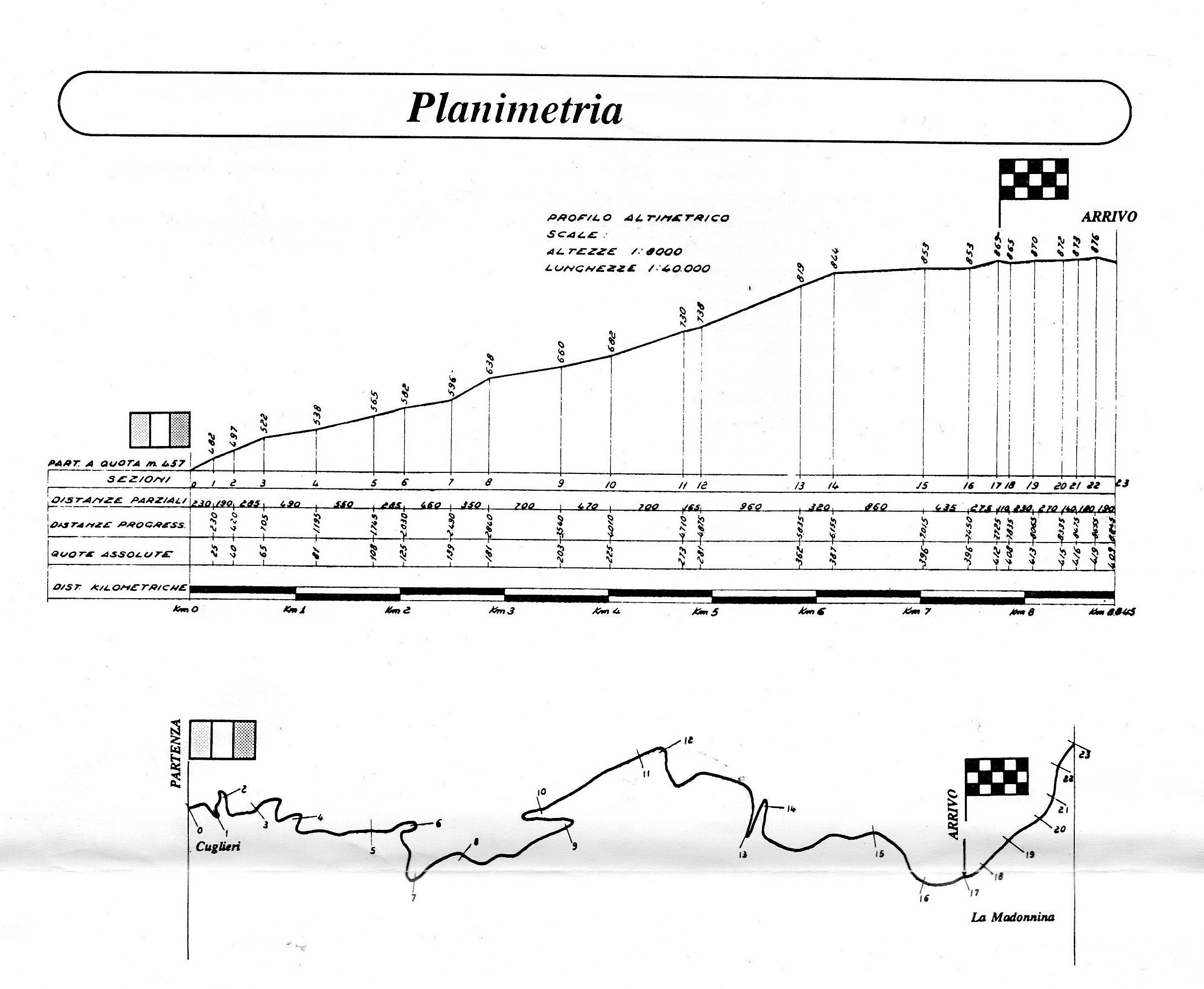
Mappa e altimetria del percorso di gara

- Pendenza massima: 12 % (tra il km 2,490 e il km 2,840)
- Tornanti stretti: 8

## Albo d'oro
| Anno      | 1º classificato    | 1º classificato     | 1º classificato | 2º classificato     | 2º classificato    | 2º classificato | 3º classificato         | 3º classificato     | 3º classificato |
| Anno      | Pilota             | Auto/Motore         | Tempo           | Pilota              | Auto/Motore        | Tempo           | Pilota                  | Auto/Motore         | Tempo           |
| --------- | ------------------ | ------------------- | --------------- | ------------------- | ------------------ | --------------- | ----------------------- | ------------------- | --------------- |
| 1980      | Sergio Farris      | Osella PA8-BMW      | 4'25"1          | Uccio Magliona      | Osella PA6-BMW     | 4'29"3          | Gino Caci               | Chevron             | 4'29"4          |
| 1981      | Benny Rosolia      | Osella PA6-BMW      | 4'15"5          | Uccio Magliona      | Osella PA6-BMW     | 4'21"1          | Ferruccio Deiana        | Osella PA8-BMW      | 4'26"1          |
| 1982      | Uccio Magliona     | Osella PA9-BMW      | 4'12"5          | Ferruccio Deiana    | Osella PA9-BMW     | 4'22"6          | Carlo Sciarra           | Renault 5 Turbo     | 4'49"0          |
| 1983      | Benny Rosolia      | Osella PA8-BMW      | 4'08"2          | Franco Scaramozzino | Osella PA8-BMW     | 4'12"8          | Ferruccio Deiana        | Osella PA8-BMW      | 4'17"7          |
| 1984      | Ezio Baribbi       | Osella PA10-BMW     | 4'10"8          | Ignazio Sechi       | Osella PA8-BMW     | 4'24"3          | Angelo Giliberti        | Lola                | 4'24"5          |
| 1985      | Gino Caci          | Osella PA9-BMW      | 4'14"6          | Ignazio Sechi       | Osella PA9-BMW     | 4'23"2          | Francesco Spinnato      | Osella PA8-BMW      | 4'36"3          |
| 1986      | Benny Rosolia      | Osella PA9-BMW      | 3'59"6          | Giuseppe Tambone    | Osella PA9-BMW     | 4'09"5          | Ignazio Sechi           | Osella PA9-BMW      | 4'17"9          |
| 1987      | Benny Rosolia      | Osella PA9-BMW      | 4'01"26         | Giovanni Cassibba   | Osella PA9-BMW     | 4'01"57         | Giovanni Paganucci      | Osella PA8-BMW      | 4'13"45         |
| 1988      | Ezio Baribbi       | Osella PA10-BMW     | 4'01"21         | Giulio Regosa       | Osella PA9-BMW     | 4'05"06         | Uccio Magliona          | Osella PA9-BMW      | 4'09"68         |
| 1989      | Giulio Regosa      | Osella PA9-BMW      | 4'28"28         | Mauro Nesti         | Osella PA9-BMW     | 4'05"06         | Benny Rosolia           | Osella PA9-BMW      | 4'49"33         |
| 1990      | Ezio Baribbi       | Osella PA9-BMW      | 4'25"1          | Uccio Magliona      | Osella PA9-BMW     | 4'29"3          | Pasquale Irlando        | Osella PA9-BMW      | 4'29"4          |
| 1991      | Ezio Baribbi       | Osella PA9/90-BMW   | 3'58"59         | Uccio Magliona      | Osella PA9-BMW     | 4'01"88         | Pasquale Irlando        | Osella PA9-BMW      | 4'19"06         |
| 1992      | Uccio Magliona     | Osella PA9/90-BMW   | 4'09"04         | Kiko Tornatore      | Osella PA9/90-BMW  | 4'11"48         | Tony Della Maria        | Osella PA9/90-BMW   | 4'24"69         |
| 1993      | Marco Satta        | Osella PA9/90-BMW   | 4'03"12         | Uccio Magliona      | Osella PA9/90-BMW  | 4'14"95         | Vincenzo Zanini         | Osella PA9-BMW      | 4'28"87         |
| 1994-1998 | non disputata      | non disputata       | non disputata   | non disputata       | non disputata      | non disputata   | non disputata           | non disputata       | non disputata   |
| 1999      | Marco Satta        | Osella PA20/S-BMW   | 4'06"00         | Luca Locci          | Osella PA20/S-BMW  | 4'06"30         | Salvatore Anelli        | Lucchini P1-98-BMW  | 4'18"46         |
| 2000-2003 | non disputata      | non disputata       | non disputata   | non disputata       | non disputata      | non disputata   | non disputata           | non disputata       | non disputata   |
| 2004      | Fabrizio Fattorini | Osella PA21/S-Honda | 4'03"50         | Franco Cinelli      | Osella PA20/S-BMW  | 4'04"10         | Franco Lasia            | Osella PA20/S-BMW   | 4'09"11         |
| 2005-2006 | non disputata      | non disputata       | non disputata   | non disputata       | non disputata      | non disputata   | non disputata           | non disputata       | non disputata   |
| 2007      | Franco Lasia       | Osella PA20/S-BMW   | 4'12"53         | Marco Satta         | Osella PA20/S-BMW  | 4'12"94         | Auro Siddi              | Lucchini-Alfa Romeo | 4'24"16         |
| 2008      | Fabrizio Fattorini | Osella PA21/S-Honda | 8'27"56 (*)     | Stanislao Bielanski | Lucchini P1-98-BMW | 8'37"06 (*)     | Pietro Angelo Ballatori | Osella PA21/S-Honda | 8'45"14 (*)     |
| 2009      | Franco Lasia       | Osella PA20/S-BMW   | 8'29"85 (*)     | Ignazio Sechi       | Osella PA9/90-BMW  | 8'59"08 (*)     | Roberto Vacca           | BMW M3 E30          | 9'14"93 (*)     |
| 2010-2018 | non disputata      | non disputata       | non disputata   | non disputata       | non disputata      | non disputata   | non disputata           | non disputata       | non disputata   |

(*) gara disputata su due manches con somma dei tempi

## Record del tracciato
- 3'58"59 (media 116,56 km/h) stabilito da Ezio Baribbi su Osella PA9/90-BMW il 10 novembre 1991.

## Incidenti mortali
Nell'edizione del 1991, il pilota Vittorio Mazzella, alla guida di una Peugeot 205 1.3 rallye gr N, morì in un grave incidente uscendo fuori strada poco prima di una curva. Al pilota dorgalese venne poi intitolata la "Targa Vittorio Mazzella" che premiava il miglior pilota classificato della Provincia di Oristano.

## Statistiche piloti

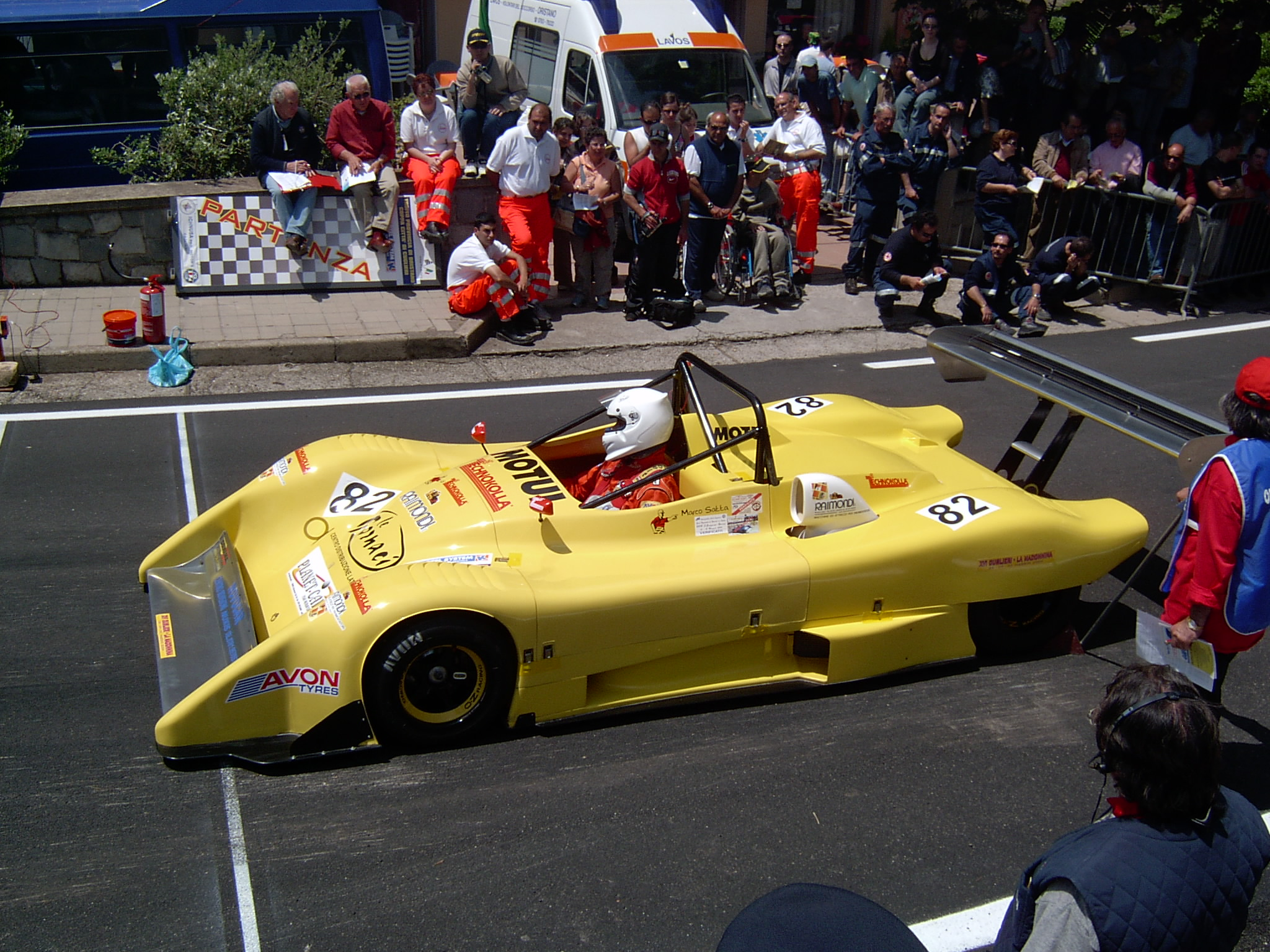
Marco Satta, vincitore di due edizioni, alla partenza nel 2004

Vittorie
- 4 vittorie
 Ezio Baribbi
 Benny Rosolia
- 2 vittorie
 Uccio Magliona
 Marco Satta
 Fabrizio Fattorini
 Franco Lasia
- 1 vittoria
 Sergio Farris
 Gino Caci
 Giulio Regosa

Secondi posti
- 5
 Uccio Magliona
- 3
 Ignazio Sechi
- 1
 Ferruccio Deiana
 Franco Scaramozzino
 Giuseppe Tambone
 Giovanni Cassibba
 Giulio Regosa
 Mauro Nesti
 Kiko Tornatore
 Marco Satta
 Luca Locci
 Franco Cinelli
 Stanislao Bielanski

Terzi posti
- 2
 Ferruccio Deiana
 Pasquale Irlando
- 1
 Uccio Magliona
 Gino Caci
 Carlo Sciarra
 Angelo Giliberti
 Ignazio Sechi
 Francesco Spinnato
Giovanni Paganucci
 Tony Della Maria
 Vincenzo Zanini
 Salvatore Anelli
 Franco Lasia
 Auro Siddi
Pietro Angelo Ballatori
 Roberto Vacca

## Statistiche vetture/motori
Vittorie
- 6 vittorie
 Osella PA9-BMW
- 3 vittorie
 Osella PA9/90-BMW
 Osella PA20/S-BMW
- 2 vittorie
 Osella PA8-BMW
 Osella PA10-BMW
 Osella PA21/S-Honda
- 1 vittoria
 Osella PA6-BMW

Secondi posti
- 7
 Osella PA9-BMW
- 3
 Osella PA8-BMW
 Osella PA20/S-BMW
 Osella PA9/90-BMW
- 2
 Osella PA6-BMW
- 1
 Lucchini P1-98-BMW

Terzi posti
- 5
 Osella PA8-BMW
 Osella PA9-BMW
- 1
 Chevron
 Renault 5 Turbo
 Lola
 Lucchini P1-98-BMW
 Osella PA20/S-BMW
 Lucchini-Alfa Romeo
 Osella PA21/S-Honda
 BMW M3 E30